# Premier Baiser
Ne doit pas être confondu avec Premiers Baisers.
Albums de Emmanuelle Mottaz
Ce n'est qu'un voyou
(1987)
Premier Baiser est le premier album studio de la chanteuse Emmanuelle Mottaz (sous le nom d'Emmanuelle).

## Historique
Cet album est sorti en 1986 chez AB Disques. Il contient le tube Premier Baiser sorti en septembre 1986 et qui se classe n°2 du Top 50, s'écoulant à plus de 600 000 exemplaires. Elle donnera son nom à la sitcom d'AB Productions : Premiers Baisers sur TF1, dans laquelle elle est utilisée comme générique (en version instrumentale). Cette chanson fut accusée un moment[Quand ?] de plagier Tous les garçons et les filles de Françoise Hardy mais il n'y eut pas de poursuite.
On découvre sur cet album également une reprise de Rossignol de Luis Mariano ainsi qu'une chanson traitant ouvertement de l'homosexualité féminine : Pas un garçon.
Son premier single Je t'appelle de Macao figure sur ce disque et devait être à l'origine, interprété par Dorothée.
L'album est réédité pour la première fois en CD en mai 2023, et en pressage limité. Outre les dix chansons de l'édition originale, il comporte en bonus douze singles issus des albums suivants, ce qui amène le total à 22 titres.

## Liste des chansons
Edition originale.
Toutes les chansons sont écrites et composées par Jean-François Porry et Gérard Salesses, sauf indication.
| No  | Titre                     | Auteur                       | Durée |
| --- | ------------------------- | ---------------------------- | ----- |
| 1.  | Premier Baiser            |                              | 3:00  |
| 2.  | Craquer pour toi          |                              | 3:35  |
| 3.  | J'ai cassé ma poupée      |                              | 3:35  |
| 4.  | Je t'appelle de Macao     |                              | 3:36  |
| 5.  | Rossignol de mes amours   | Francis Lopez, Raymond Vincy | 3:08  |
| 6.  | C'est bon tout ça         |                              | 3:30  |
| 7.  | Cri de bête               |                              | 3:53  |
| 8.  | Sentiments de tristesse   | Bruno Mylonas                | 3:34  |
| 9.  | Sous les safraniers dorés |                              | 2:40  |
| 10. | Pas un garçon             |                              | 2:49  |

Réédition de 2023.
Toutes les chansons sont écrites et composées par Jean-François Porry et Gérard Salesses, sauf indication.
| No  | Titre                                      | Auteur                       | Durée |
| --- | ------------------------------------------ | ---------------------------- | ----- |
| 1.  | Premier Baiser                             |                              | 3:00  |
| 2.  | Craquer pour toi                           |                              | 3:35  |
| 3.  | J'ai cassé ma poupée                       |                              | 3:35  |
| 4.  | Je t'appelle de Macao                      |                              | 3:36  |
| 5.  | Rossignol de mes amours                    | Francis Lopez, Raymond Vincy | 3:08  |
| 6.  | C'est bon tout ça                          |                              | 3:30  |
| 7.  | Cri de bête                                |                              | 3:53  |
| 8.  | Sentiments de tristesse                    | Bruno Mylonas                | 3:34  |
| 9.  | Sous les safraniers dorés                  |                              | 2:40  |
| 10. | Pas un garçon                              |                              | 2:49  |
| 11. | Je suis venue à pied                       |                              |       |
| 12. | Rien que toi pour m'endormir               |                              |       |
| 13. | Ce n'est qu'un voyou                       |                              |       |
| 14. | Et si un jour (version single)             |                              |       |
| 15. | Tu seras à mes pieds                       |                              |       |
| 16. | Parce que c'est toi                        |                              |       |
| 17. | Poupée de bois (version single)            |                              |       |
| 18. | Fantaisie                                  |                              |       |
| 19. | Love and kiss                              |                              |       |
| 20. | Aquarelle et jeunes filles                 |                              |       |
| 21. | Sur une plage en été                       |                              |       |
| 22. | Partir quand on veut (version alternative) |                              |       |

## Singles
- 1985 : Je t'appelle de Macao / J'suis venue à pied
- 1986 : Premier Baiser / C'est bon tout ça

## Crédits
- Arrangements - Gérard Salesses
- Photographie - Patrick Rouchon
- Design - Gédébé